# Maciej Nałęcz
Maciej Nałęcz (ur. 27 kwietnia 1922 w Warszawie, zm. 6 lutego 2009 tamże) – profesor, doktor inżynier, członek Polskiej Akademii Nauk, specjalizujący się w biocybernetyce, inżynierii biomedycznej i elektrotechnice. Organizator i wieloletni dyrektor Instytutu Biocybernetyki i Inżynierii Biomedycznej Polskiej Akademii Nauk, który w 2010 przyjął jego imię. Członek polskiego Komitetu Narodowego do Spraw Współpracy ze Stałym Komitetem Konferencji Pugwash ds. Nauki i Spraw Międzynarodowych. Poseł na Sejm PRL IX kadencji.

## Życiorys
Syn Aleksandra i Stefanii. Dzieciństwo spędził w Stanach Zjednoczonych, gdzie rozpoczął edukację. Do Polski powrócił w 1930; po paru latach w Białymstoku kontynuował naukę w gimnazjum i potem w liceum im. Władysława IV w Warszawie. II wojna światowa przerwała jego naukę w II klasie liceum matematyczno-fizycznego; kontynuował ją podczas okupacji w liceum elektrotechnicznym II stopnia, następnie podjął studia w Państwowej Wyższej Szkole Technicznej. Zmobilizowany w 1944 do Wojska Polskiego; w 1 Armii dosłużył stopnia starszego sierżanta i zdemobilizowany został w 1947. W następnym roku pracował nad swoją pracą magisterską na temat wpływu pól elektromagnetycznych na wzrost roślin uczestnicząc w trzymiesięcznej „Letniej Szkole” (Foreign Students Summer Project) w Massachusetts Institute of Technology. W 1949 ukończył studia na Wydziale Elektrycznym Politechniki Warszawskiej.

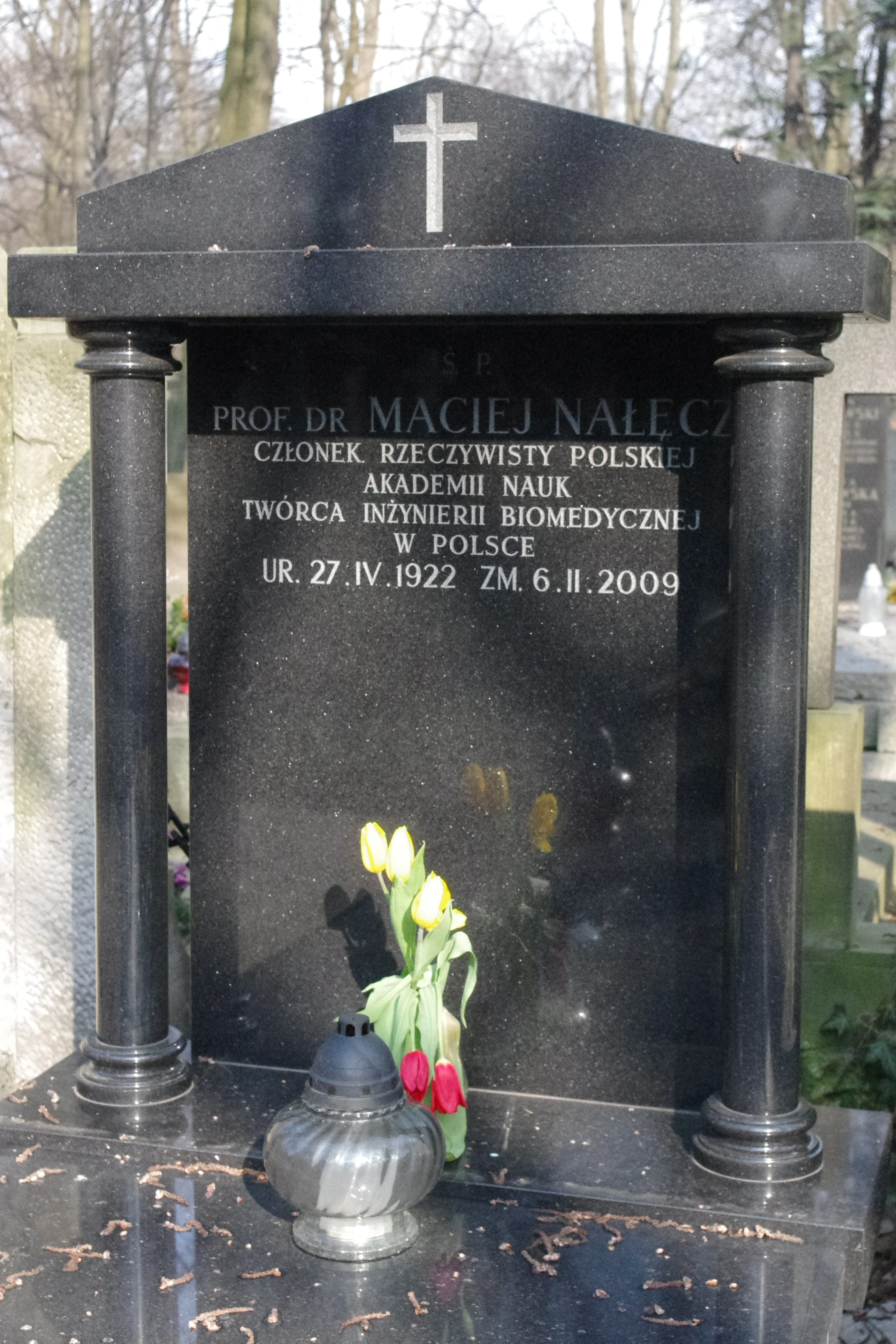
Grób prof. dr Macieja Nałęcza na Starych Powązkach w Warszawie (kwiecień 2012)

W następnych latach podjął badania w dziedzinie elektrotechniki. W latach 1952–1956 był Sekretarzem Naukowym Komitetu Elektrotechniki Polskiej Akademii Nauk. Po otrzymaniu nominacji na stopień profesora nadzwyczajnego w 1962 pracował nad problemami z dziedziny automatyki, organizując m.in. Instytut Automatyki PAN w Warszawie. Od 1972 zajmował się badaniami w dziedzinie biocybernetyki i inżynierii biomedycznej. Członkiem korespondentem PAN został w 1967, członkiem rzeczywistym w 1974.
Badania profesora Nałęcza przyczyniły się do powstania polskiej sztucznej nerki, sztucznej trzustki, prowadził badania nad magnetokardiografem, a także nad mechanokardiografem halotronowym i nad biochemicznymi metodami oznaczania poziomu cukru we krwi.
Od 1972 Maciej Nałęcz uczestniczył w pracach Konferencji Pugwash; od 1973 był członkiem, a od 1974 później był kilkakrotnie wybieranym przewodniczącym Rady Międzynarodowej. Piastował tę funkcję łącznie 23 lata bez przerwy; zrezygnował z niej w 1997 i w tym samym roku wybrano go do Międzynarodowej Rady i Komitetu Wykonawczego Pugwash. W latach 1985–1989 pełnił mandat posła na Sejm PRL.
Postanowieniem prezydenta Aleksandra Kwaśniewskiego z 23 kwietnia 2002 za wybitne zasługi dla rozwoju nauki polskiej odznaczony został Krzyżem Wielkim Orderu Odrodzenia Polski. Wcześniej otrzymał także Krzyż Komandorski z Gwiazdą, Oficerski (1964) i Kawalerski (1959) tego orderu, Order Sztandaru Pracy I klasy (1977) i II klasy, Medal 10-lecia Polski Ludowej (1955), Złoty (1975), Srebrny (1971) i Brązowy (1968) Medal „Za zasługi dla obronności kraju”.
Pochowany na cmentarzu Powązkowskim (kwatera 233-4-17).